# Grijskuifmees
De grijskuifmees (Lophophanes dichrous; synoniem: Parus dichrous) is een zangvogel uit de familie Paridae (echte mezen).

## Verspreiding en leefgebied
Deze soort komt voor in Azië van de Himalaya tot centraal China. Er zijn vier ondersoorten:
- L. d. kangrae: de noordwestelijke Himalaya.
- L. d. dichrous: van de centrale en oostelijke Himalaya tot zuidwestelijk China.
- L. d. dichroides: centraal China.
- L. d. wellsi: zuidelijk China en noordoostelijk Myanmar.

## Status
De grootte van de populatie is niet gekwantificeerd maar de soort wordt omschreven als schaars in de westelijk Himalaya tot talrijk in centraal China. Op de Rode lijst van de IUCN heeft deze soort de status niet bedreigd.